# Saab CEROS 200

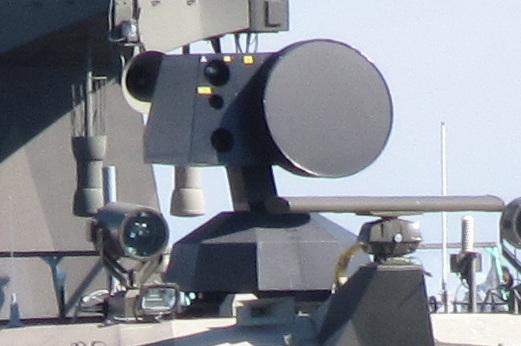
CEROS 200 eldledningssystem med radar och elektrooptiska sensorer monterad på Hamina-klass robotbåt.

CEROS 200 är ett eldledningssikte för örlogsfartyg som tillverkas av Saab AB. Det är avsett att användas för eldledning av artilleri och/eller för styrning av luftvärnsrobotar. Systemet är utrustat med både radar och optroniska sensorer i form av en CCD-kamera, FLIR och laseravståndsmätare. Det används av bland annat Svenska flottans Visby-klass, Danmarks flotta, Norges flotta, Sydkoreas flotta och Finlands flotta på allt ifrån patrullbåtar till fregatter. Det är i stort jämförbart med mindre versioner av Thales STIR och kan integreras med en mängd olika stridsledningssystem, som till exempel Saabs egna 9LV Mk3E/Mk4.
Systemet finns i tre versioner: 
- En standardversion för eldledning av artilleri. Denna version används bland annat av Sydkoreas flotta.
- En Stealth-version för eldledning av artilleri som avsedd att användas på fartyg där man vill uppnå minsta möjliga radaryta. Framför radarn sitter en platta som enbart släpper igenom vissa frekvenser och andra ytor har klätts med radarabsorberande material. De elektrooptiska sensorerna är inneslutna i ett yttre hölje som täcker merparten av den övre delen av systemet. Versionen används på den svenska Visby-klass och troligtvis på finska Hamina-klass.
- En version avsedd att användas för eldledning av artilleri samt även för målbelysning för luftvärnsrobotar av typ Sea Sparrow och Evolved Sea Sparrow Missile. Den har en kanal för eldledning av antingen artilleri eller en luftvärnsrobot. Denna version används på de danska beväpnade stödfartygen av Absalon-klass.

Systemet kan användas helt passivt med endast de elektrooptiska sensorerna eller i aktivt läge med radar. Radarn använder K-bandet med en antenn med en diameter på 1,0 meter med en maxeffekt på 1,5 kW. Radarn använder MTI-teknik och dopplerradar-teknik och är frekvenshoppande med små sidlober för att undvika att störas ut. Den använder också patenterad teknik för att lättare uppfatta mycket lågflygande mål som moderna sjömålsrobotar. Versionen för målbelysning har också en kanal i X-bandet för målbelysning och uppladdning av information till roboten. 
Systemet är stabiliserat i två axlar och roterar med en maximal hastighet av 2 radianer (ca 120 grader) per sekund med en acceleration på 10 radianer per sekund. Det väger mellan 625 och 750 kg beroende på version.